# Моурави

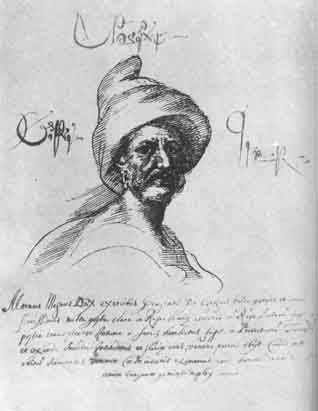
Великий Моурави — Георгий Саакадзе портрет из альбома зарисовок дона Кристофора де Кастелли

Моурави (груз. მოურავი. От грузинского слова груз. ურვა (урва) — заботится) — управляющий провинции, округа, города, селения. Административная должность в феодальной Грузии. Термин встречается уже в X веке. Назначались из представителей знати. Следили за исполнением царских указов, за судебными разбирательствами и т. д. Должность упразднена в XIX веке, после присоединения Грузии к России.
Изначально должность моурави была назначаемая, но впоследствии была закреплена за отдельными семьями. Моурави от имени царя или владетельного князя (мтавари) управляли провинциями, округами или крупными городами. В то же время моуравами именовались также и управляющие в более мелких феодальных единицах — сатавадо, в том числе и в княжеских усадьбах.
В подчинении у моурава были следующие должностные лица: мелик, мамасахлиси, нацвал и асаси. Судебные функции он исполнял в присутствии мелика и мамасахлиси а также 3-4 «надёжных граждан». Должность была настолько почётной, что даже царевичи (батонишвили) не отказывались занимать этот пост. В пользу моуравов были установлены разнообразные сборы, основной из которых, денежный, и все в общем именовались самоураво — «самоураво гамосавали» — моуравская подать (составляла 1/10 от всех сборов); к примеру, один из таких сборов, «саквриво» — вдовий, уплачивался лицом женившимся на вдове моураву и её господину.
Глава моуравов царства именовался — моуравт моурави или моуравтухуцес. В Имеретинском царстве до середины XVIII века все моуравы подчинялись Цихистави (назначались из рода князей Чиджавадзе)
Наиболее известным в истории Грузии моуравом, был знаменитый полководец XVII века, видный военный и политический деятель, князь Георгий Саакадзе, прозванный Великим Моуравом (см. на илл.).
В Картл-Кахетинском царстве наиболее влиятельными в XVIII веке были моурави провинций Кизики (князья Андроникашвили), Казахи и Арагви, а также моурави городов Тбилиси (князья Тархан-Моурави и князья Цицишвили) и Гори (князья Амилахвари).

## Список моуравов Имеретинского царства[11]
1. Город Кутаиси — князья Цулукидзе
2. крепость Чхери — князья Церетели
3. Лосиатхеви — дворяне Мачавариани
4. Хони — дворяне Абуладзе
5. Сапайчаво — князья Лордкипанидзе
6. Сачилао — дворяне Кордзая
7. Парцнаханеви — князья Нижарадзе
8. Кутири — дворяне Мдивани
9. Гегути — князья Иашвили
10. Риони — дворяне Месхи
11. Квачхири — дворяне Абашидзе
12. Варцихе — князья Церетели
13. Симонети — дворяне Клдиашвили
14. Мухури — дворяне Сакварелидзе
15. Сазани — князья Авалишвили
16. Кицхинси — дворяне Лоладзе
17. Сакари — князья Абашидзе
18. Квари — дворяне Абашидзе
19. Минди — князья Леонидзе
20. Хирискари — князья Леонидзе
21. Чадроти — князья Джапаридзе
22. Геби — князья Джапаридзе
23. Глоли — князья Джапаридзе
24. Чиори — дворяне Джапаридзе
25. Чиквишти — князья Геловани
26. Свири — дворяне Гумцадзе